# Bundsø
Der zwischenzeitlich verlandete Bundsø (deutsch Bundsee) ist mit einer Fläche von etwa 138 ha der größte See auf der dänischen Insel Alsen. Der See war bis ins Mittelalter der innere Teil eines Fjordes, der durch das Schmelzwasser der letzten Eiszeit entstand. 1590 baute Herzog Hans der Jüngere (1545–1622) die Dämme von Mjels und Broballe, um den Wasserstand in den umliegenden Gebieten zu steuern, und trennte den Bundsø vom Fjord.

## Ausgrabungen
Auf der Insel Flintholm im Bundsø wurde seit 1904 eine Siedlung der neolithischen Trichterbecherkultur (TBK) mit einem signifikanten Ergebnis ausgegraben. In der Spätphase der Kultur (3000 bis 2900 v. Chr.) befand sich auf Flintholm eine Siedlung, die Abfallschichten mit vielen Feuersteinobjekten, Knochen von Tieren und Menschen sowie Tonscherben hinterlassen hat und als mittelneolithische Stufe III von Bundsø bekannt wurde. Schon bei den archäologischen Grabungen in den frühen 1900er Jahren fand man mehr als 10.000 Objekte. Da die Ausgrabungen in den 1920er und 1930er Jahren die gleiche Fülle von Funden zeigten, war Bundsø die größte neolithische Siedlung Jütlands. Aus diesem Grunde wurde der Ort für die Erforschung dieser Periode in Dänemark tonangebend, und ein Axttyp (Bundsøøksen) und ein Keramikstil (der Bundsø-Stil ist u. a. durch Augenidole (dänisch Ansigtskar) geprägt) sind nach dem Ort benannt worden. In den Jahren 1979–1981 wurde in Bundsø wieder gegraben. Bei der Ausgrabung wurden unter der alten Kulturschicht Spuren eines Versammlungsplatzes der TBK gefunden. In Dänemark wurden diese Versammlungsorte zwischen 3500 und 3200 v. Chr. errichtet.
In den 1980er Jahren wurde festgestellt, dass der Grundwasserspiegel im Norden von Alsen ernsthaft bedroht war, und es wurden Pläne zur Wiederherstellung der Seen Oldenor, Mjels Sø und Bundsø gemacht, um der Bedrohung entgegenzuwirken. Die drei Seen wurden inzwischen renaturiert. Für den Bundsø geschah dies im Jahr 2015.